# Vitalic
Pascal Arbez Nicolas (født 1976), bedre kendt under sit kunsternavn Vitalic, er en fransk musikproducer. Han er af italiensk oprindelse.

## Diskografi

### Albums
- OK Cowboy (2005)
- OK Cowboy (two-disc collector's edition) (2006)
- V Live (2007)
- Résumé (DJ mix album, previously titled This Is the Sound of Citizen) (2007)
- Flashmob (2009)
- Rave Age (2012)
- Voyager (2017)

### Singler/EP'er
- Poney EP (2001)
- "To L'An-fer From Chicago" (2003)
- "Fanfares" (2004)
- "My Friend Dario" (2005)
- "No Fun" (2005)
- "Bells" (2006) med Linda Lamb
- "Disco Terminateur EP" (2009)
- "Poison Lips" (2009)
- "Second Lives" (2010)
- "Remix del Blankito from Turiaso" (2011)
- "Stamina" (2013)
- "Fade Away" (2013)
- "Film Noir" (2016)
- "Waiting For The Stars" (2017)
- "tu conmigo" (2017)

### Remix
| Year | Artist                                  | Title                                     |
| ---- | --------------------------------------- | ----------------------------------------- |
| 2002 | Lady B                                  | "Swany"                                   |
| 2002 | Slam feat. Dot Allison                  | "Visions"                                 |
| 2002 | A Number Of Names                       | "Shari Vari" (The Hacker & Vitalic Remix) |
| 2002 | Miss Kittin & The Hacker                | "1982"                                    |
| 2002 | Demon vs. Heartbreaker                  | "You Are My High"                         |
| 2002 | Manu le Malin                           | "Ghost Train"                             |
| 2003 | Giorgio Moroder                         | "The Chase"                               |
| 2004 | Basement Jaxx                           | "Cish Cash"                               |
| 2005 | Daft Punk                               | "Technologic"                             |
| 2005 | Björk                                   | "Who Is It"                               |
| 2005 | Röyksopp                                | "What Else Is There?"                     |
| 2006 | Moby                                    | "Go"                                      |
| 2006 | Detroit Grand Pubahs & Dave the Hustler | "Go Ahead" (Vitalic Garage Mix)           |
| 2007 | Teenage Bad Girl                        | "Hands Of A Stranger" (Vitalic Re-edit)   |
| 2007 | Crash Course In Science                 | "Cardboard Lamb"                          |
| 2008 | Heartsrevolution                        | "Ultraviolence"                           |
| 2009 | Birdy Nam Nam                           | "The Parachute Ending"                    |
| 2009 | Heartbreak                              | "We're Back"                              |
| 2010 | Jean Michel Jarre                       | "La Cage"                                 |
| 2010 | Jean Michel Jarre                       | "Erosmachine"                             |
| 2010 | Amadou & Mariam                         | "Sabali"                                  |
| 2011 | The Dø                                  | "Slippery Slope"                          |
| 2011 | Sexy Sushi                              | "Oublie Moi"                              |
| 2013 | Vitalic                                 | "Fade Away" ("Vitalic Formentera Remix")  |

Under aliasset DIMA:
- "Fuckeristic EP" Poetry, Soaked and Mobile Square 1999
- "Take A Walk", Bolz Bolz
- "Fadin' Away", The Hacker
- "The Realm", C'hantal
- "You Know", Hustler Pornstar
- "The Essence Of It", Elegia
- "U Know What U Did Last Summer", Hustler Pornstar
- "Ice Breaker", Scratch Massive
- "My Friend Dario", Vitalic (2005)
- "Red X", Useless

### Associerede projekter
- Dima
- Hustler Pornstar
- The Silures, with Linda Lamb and Mount Sims
- Vital Ferox, with Al Ferox
- KOMPROMAT, with Rebeka Warrior